# Wälzer (Buch)
Wälzer ist eine umgangssprachliche Bezeichnung für ein unhandliches Buch, die seit Ende des 18. Jahrhunderts bezeugt ist und ursprünglich ein Ding bezeichnete, das so schwer war, dass es nur durch Wälzen fortbewegt werden konnte.
Die erste urkundliche Erwähnung ist von 1768 bei Christian August Wichmann aus dem Briefwechsel des Herrn Professor Riedel mit dem Antikritikus bekannt („... ein Buch von zween dicken Octav-Bänden ... Wozu solche ungeheure Wälzer?“). Ein weiterer  literarischer Beleg findet sich 1791 bei Karl Friedrich Bahrdt in Geschichte seines Lebens, seiner Meinungen und Schicksale („Bei Erblickung dieses Manuscripts, dachte ich, das sey ein Wälzer ...“).

## Wortherkunft
Wälzer ist eine Art scherzhafter Übersetzung des lateinischen volumen für Schriftrolle, Band oder Buchrolle. Wie das später entstandene Schmöker, bezeichnet das Wort nicht den Träger, sondern den Gegenstand der Handlung. Otto Behaghel hatte 1898 die Aufmerksamkeit auf eine kleine Gruppe von Maskulinen auf „-er“ gelenkt, welche, von transitiven Verben abgeleitet, diese Eigenart aufweisen. Der Typus schien ihm sich vom Niederdeutschen aus verbreitet zu haben und von da aus haben beispielsweise Ableger, Absenker, Hinterlader, Schieber, Schmöker, Überzieher, Vorleger im Niederhochdeutschen Fuß gefasst. Behaghel hat in diese Gruppe auch Wälzer gezogen und stellte das Wort sachlich aufs Nächste zu Schmöker: „das alte Buch das angeschmaucht wird gleicht dem dickleibigen Buche das gewälzt werden muss“, doch Alfred Götze befand, dass die beiden eine große Kluft formell trenne: smöker sei schon seiner Lautgestalt nach unverkennbar niederdeutsch. Wälzer mit seinem „z“ widerstreite ebenso offenkundig dem niederdeutschen Lautstand. Damit gehe ihm auch die Anlehnung an die niederdeutsche Gruppe verloren und eine künstliche Entstehung des Wortes wird glaubhaft. Dem widerstreite auch nicht seine äußere Beglaubigung: es ist weder volksüblich noch alt.
Der schwedische Germanist Axel Lindqvist schrieb 1955: „Es weckt die Vorstellung vom Buch als einem dicken, unhandlichen Gegenstand, den man nur mit Mühe wälzen kann, (lateinisch volvere)“ und dass für die humanistisch gebildeten Akademiker der Zusammenhang zwischen volumen und volvere recht selbstverständlich war. Lindqvist sah in Stellen wie zum Beispiel bei Cicero (Brutus 87, 298) „Volvendi sunt libri cum aliorum tum in primis Catonis“ („Vor andern soll man Catos Schriften aufrollen und lesen“), dass dieser Zusammenhang besonders deutlich auf der Hand lag.